# Luís Gomes Caldeira de Andrada
Luís Gomes Caldeira de Andrada (São José, 1842 — Fortaleza de Santa Cruz de Anhatomirim, 1894) foi um militar e político brasileiro.

## Vida
Filho de José Bonifácio Caldeira de Andrada e Maria Amália Vieira da Rosa Caldeira de Andrada.

## Carreira
Combateu em 1864 na guerra contra Aguirre, passando então a participar da Guerra do Paraguai. Foi promovido a capitão, em 2 de maio de 1874.
Foi ajudante-de-ordens do presidente da província de Santa Catarina, Francisco Luís da Gama Rosa, nomeado em 3 de dezembro de 1883.
Foi deputado à Assembleia Legislativa Provincial de Santa Catarina na 23ª legislatura (1880 — 1881) e na 26ª legislatura (1886 — 1887), tendo sida invalidada esta sua segunda eleição.
Por ordem do capitão Antônio Moreira César, foi fuzilado injustamente em 1894, na Fortaleza de Santa Cruz de Anhatomirim, durante a Revolução Federalista. Algum meses depois sua família recebeu uma carta do governador se desculpando, e falando que ele não deveria estar na lista pois ele não estava contra o mesmo.